# Bain (klan)
Bain är en klan i Liberia. Den ligger i regionen Nimba County, i den centrala delen av landet, 220 km nordost om huvudstaden Monrovia.